# Heinrich Leo
Heinrich Leo, född 19 mars 1799 i Rudolstadt, död 24 april 1878 i Halle an der Saale, var en tysk historiker.
Leo var 1825-27 e.o. professor i historia vid Berlins universitet samt blev 1828 e.o. och 1830 ordinarie professor i samma ämne vid universitetet i Halle. År 1863 blev han livstidsledamot av preussiska lantdagens första kammare (Herrenhaus). 
Som ung student var Leo ivrig deltagare i burschenschaftrörelsen, men bröt snart all förbindelse med denna. Sina konservativa politiska och kyrkliga åsikter framlade han först i Lehrbuch der Geschichte des Mittelalters (1830). Mindre framträdde de i Geschichte der italienischen Staaten (fem band, 1829-32), som ingår i Arnold Hermann Ludwig Heerens och Friedrich August Ukerts samling, och Zwölf Bücher niederländischer Geschichten (två band, 1832-35). 
Men ur skarpt utpräglad kyrkligt ortodox och politiskt konservativ synpunkt skrev Leo Lehrbuch der Universalgeschichte (sex band, 1835-44; tredje upplagan 1849-55) och Leitfaden für den Unterricht in der Universalgeschichte (fyra band, 1838-40). Även på ett mer direkt sätt, i ströskrifter, i pressen och från lantdagsbänken, förde han sin strid mot liberalismen och de tyska enhetssträvandena. 
Åren 1854-67 utgavs Leos Vorlesungen über die Geschichte des deutschen Volks und Reichs (fem band). Förtjänstfull var hans forskning inom det forngermanska och keltiska språkområdet, bland annat Altsachsische und angelsächsische Sprachproben (1838), Beowulf (1839) och Angelsächsisches Glossar (1872-77). Efter hans död utgavs Aus meiner Jugendzeit (1880).